# Підводні човни типу «Рубі»
| Підводні човни типу «Рубі» | Підводні човни типу «Рубі»                      | Підводні човни типу «Рубі»                      |
| -------------------------- | ----------------------------------------------- | ----------------------------------------------- |
|                            |                                                 |                                                 |
|                            |                                                 |                                                 |
| Човен «Amethyste (S605)»   |                                                 |                                                 |
| Під прапором               | Франція                                         | Франція                                         |
| Спуск на воду              | 1976—1993 рр (6 човнів)                         | 1976—1993 рр (6 човнів)                         |
| Проєкт                     |                                                 |                                                 |
| Тип ПЧ                     | Підводні човни атомні багатоцільові (ПЧА)       | Підводні човни атомні багатоцільові (ПЧА)       |
| Класифікація НАТО          | SSN Rubis                                       | SSN Rubis                                       |
| Вартість                   | $ 2 100 000 000, за 6 човнів                    | $ 2 100 000 000, за 6 човнів                    |
| Основні характеристики     |                                                 |                                                 |
| Швидкість (надводна)       | 15 вузлів (27 км/год)                           | 15 вузлів (27 км/год)                           |
| Швидкість (підводна)       | 25 вузлів (46 км/год)                           | 25 вузлів (46 км/год)                           |
| Робоча глибина занурення   | 300 м                                           | 300 м                                           |
| Гранична глибина занурення | ? м                                             | ? м                                             |
| Автономність плавання      | 45-60 діб                                       | 45-60 діб                                       |
| Екіпаж                     | 57 осіб (18 офіцерів)                           | 57 осіб (18 офіцерів)                           |
| Розміри                    |                                                 |                                                 |
| Довжина найбільша (по КВЛ) | 73,6 м                                          | 73,6 м                                          |
| Ширина корпусу найб.       | 7,6 м                                           | 7,6 м                                           |
| Середня осадка (по КВЛ)    | 6,4 м                                           | 6,4 м                                           |
| Водотоннажність надводна   | 2410 т                                          | 2410 т                                          |
| Озброєння                  |                                                 |                                                 |
| Торпедно- мінне озброєння  | Носові: 4 533-мм ТА (14 торпед L5/F17 або міни) | Носові: 4 533-мм ТА (14 торпед L5/F17 або міни) |
| Ракетне озброєння          | 14 крилатих ракет Екзосет SM39 замість торпед   | 14 крилатих ракет Екзосет SM39 замість торпед   |
| Зображення на Вікісховищі  |                                                 |                                                 |

Підводні човни типу «Рубі» (фр. Rubis) — тип багатоцільових атомних підводних човнів ВМС Франції. З 1976 по 1993 рік на верфях фірми DCN (Cherbourg) було побудовано 6 підводних човнів типу «Рубі». Човни проєкту є найменшими у світі із всіх атомних човнів, що зараз перебувають на озброєнні.

## Історія
Після створення стратегічних ракетоносців типу «Редутабль» у Франції почалися роботи зі створення першого покоління багатоцільових атомних підводних човнів. Ескізна стадія проєкту була завершена до 1972 року, а в 1973 році уряд Франції ухвалив рішення про будівництво серії підводних човнів із цього проєкту. Човни отримали імена дорогоцінних каменів.
Сума контракту на побудову 6 одиниць становила  $ 2 100 000 000, що лише ненабагато перевершує вартість одного американського ПЧА типу «Сівульф-2», таким чином французькі ПЧА вийшли одними з найдешевших у світі. Головний човен проєкту був закладений 11 грудня 1976 року під назвою «Provence» «Прованс»), пізніше він був перейменований на «Rubis» Рюбі, (рубін). У 1979 році «Рубі» був спущений на воду. Відбулася закладення другого човна проєкту після добудови і випробування першого човна «Рубі», котрий показав себе шумнішим, ніж очікувалося, тому була розпочата програма «Аметист», назва якої розшифровується AME — lioration, T — actique, Hy — drodynamique, S — ilence, T — ransmission, E — coute і перекладається як «поліпшення, тактика, гідродинаміка, тиша, поширення, акустика». Відповідно до цієї програми, п'ятий човен проєкту, за випадковим збігом названий «Amethyste» був побудований за зміненим проєктом. «Аметист» став на 1,5 метра довше за попередника, отримав носову частину зміненої форми, в якій розмістилася сферична антена гідроакустичної станції, буксировану антену. Рубка стала більш обтічної форми, ширше застосування звукоізолюючих матеріалів, електроніка човна була оновлена у порівнянні з попередниками. З аналогічними доробками був побудований і шостий човен, «Perle», а після того, як доробки були визнані успішними, відповідно до проєкту «Аметист» переобладнали й інші чотири човни проєкту. Разом із цими доробками було змінено і призначення субмарин. Якщо спочатку вони призначалися для боротьби з надводними кораблями, то тепер «Рюбі» стали позиціонуватися як протичовнові кораблі.

## Конструкція
Проєкт «Рубі» багато в чому схожий на дизель-електричні ПЧ типу «Агоста»: на їхній базі спроєктована конструкція корпусу, системи озброєння, управління та акустики. Повна водотоннажність становила 2670 тонн, таким чином човни типу «Рюбі» стали найменшими бойовими АПЧ у світі. До модифікації надводна водотоннажність кораблів становила 2388 тонн, після переобладнання за проєктом «Аметист» вона зросла до 2410 тонн.

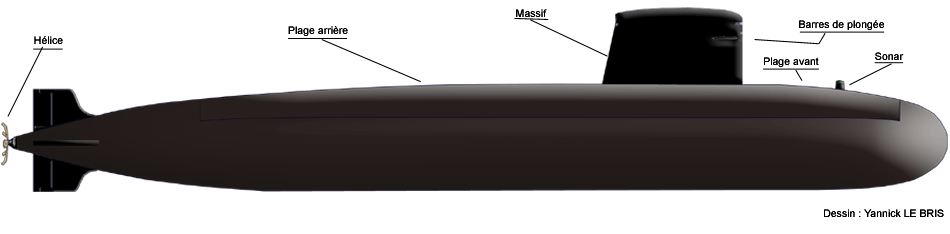
схема проєкту

Корпус має змішану конструкцію: на більшій частині довжини човен однокорпусний, тільки в районах торпедного та електромеханічного відсіків — двокорпусний. Поперечні перегородки розділяють внутрішній простір човна на п'ять відсіків:
1. Торпедний відсік, стелажі для боєкомплекту.
2. Центральний пост, управління рухом, навігація, житлові приміщення, акумуляторні батареї та допоміжне обладнання.
3. Ядерний реактор, паровиробляюча установка.
4. Турбогенераторний.
5. Електромеханічний. Горизонтальні рулі змонтовані на зміщеній до носового краю рубці. Всередині неї розміщуються шахти перископів, антени радіолокації і радіозв'язку.

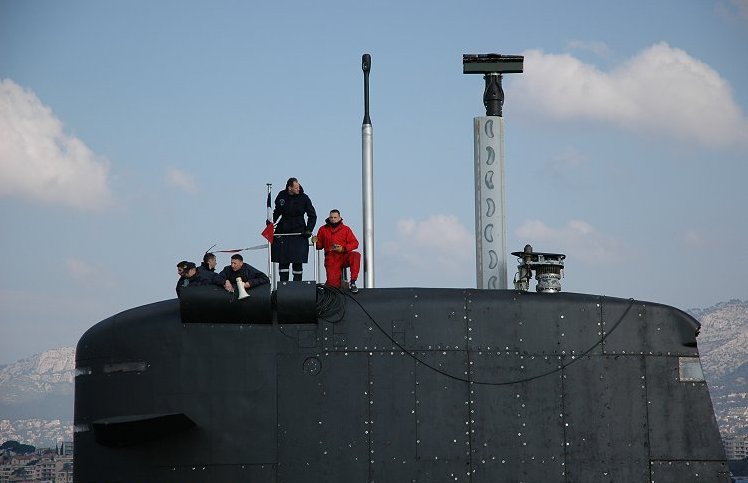
Висувні пристрої на «Casabianca»

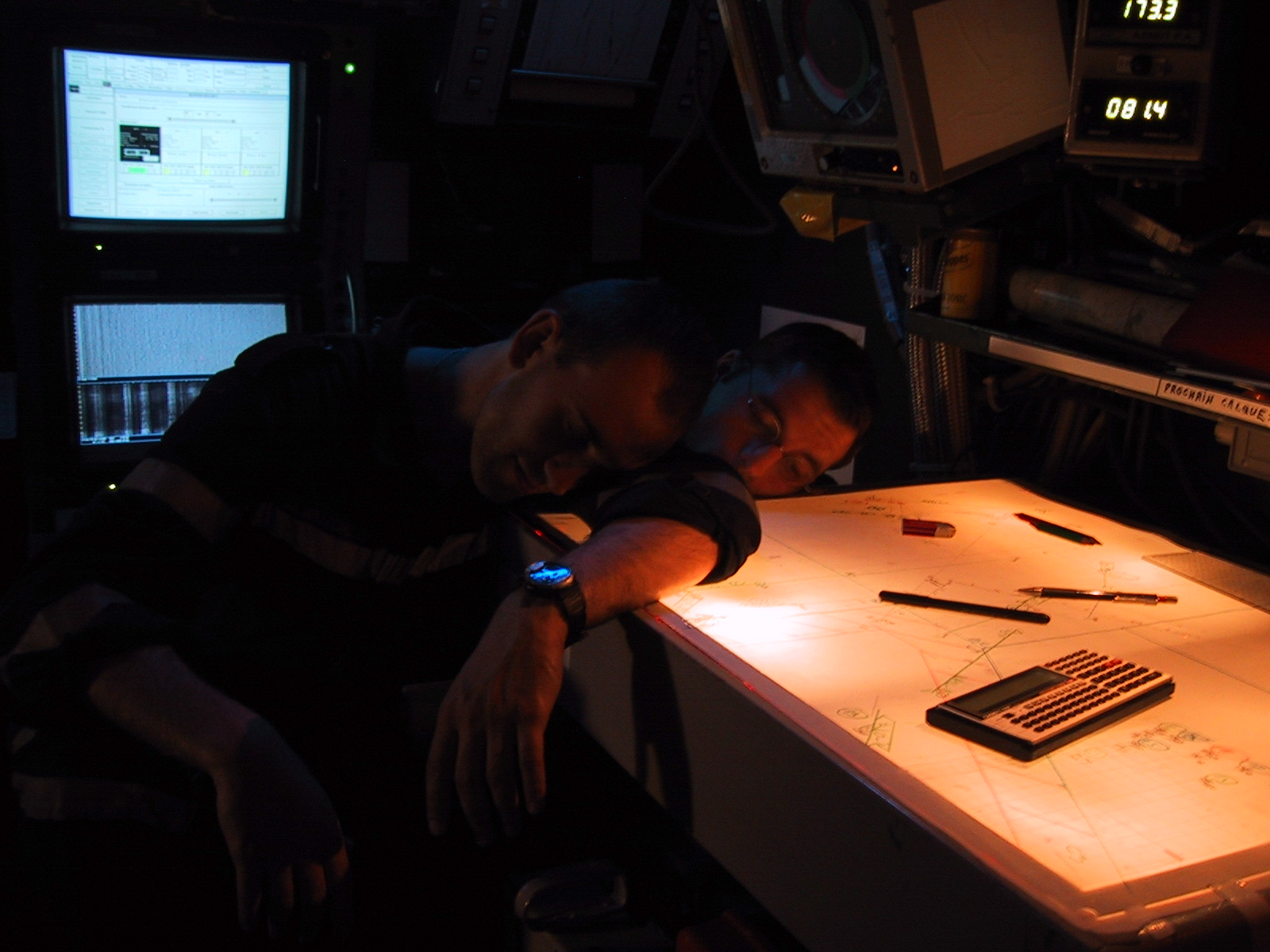
Навігаційний пост

Незважаючи на порівняно невеликі розміри, екіпаж човна розміщений із комфортом. Кожен член екіпажу має власне ліжко. Відокремлена від кубриків їдальня використовується як приміщення для колективного відпочинку та спілкування. Потужна опріснювальна установка дозволяє не лімітувати витрату води. Кожен човен має два штатні екіпажі, «Червоний» і «Синій», які по черзі несуть бойове чергування.

## Озброєння

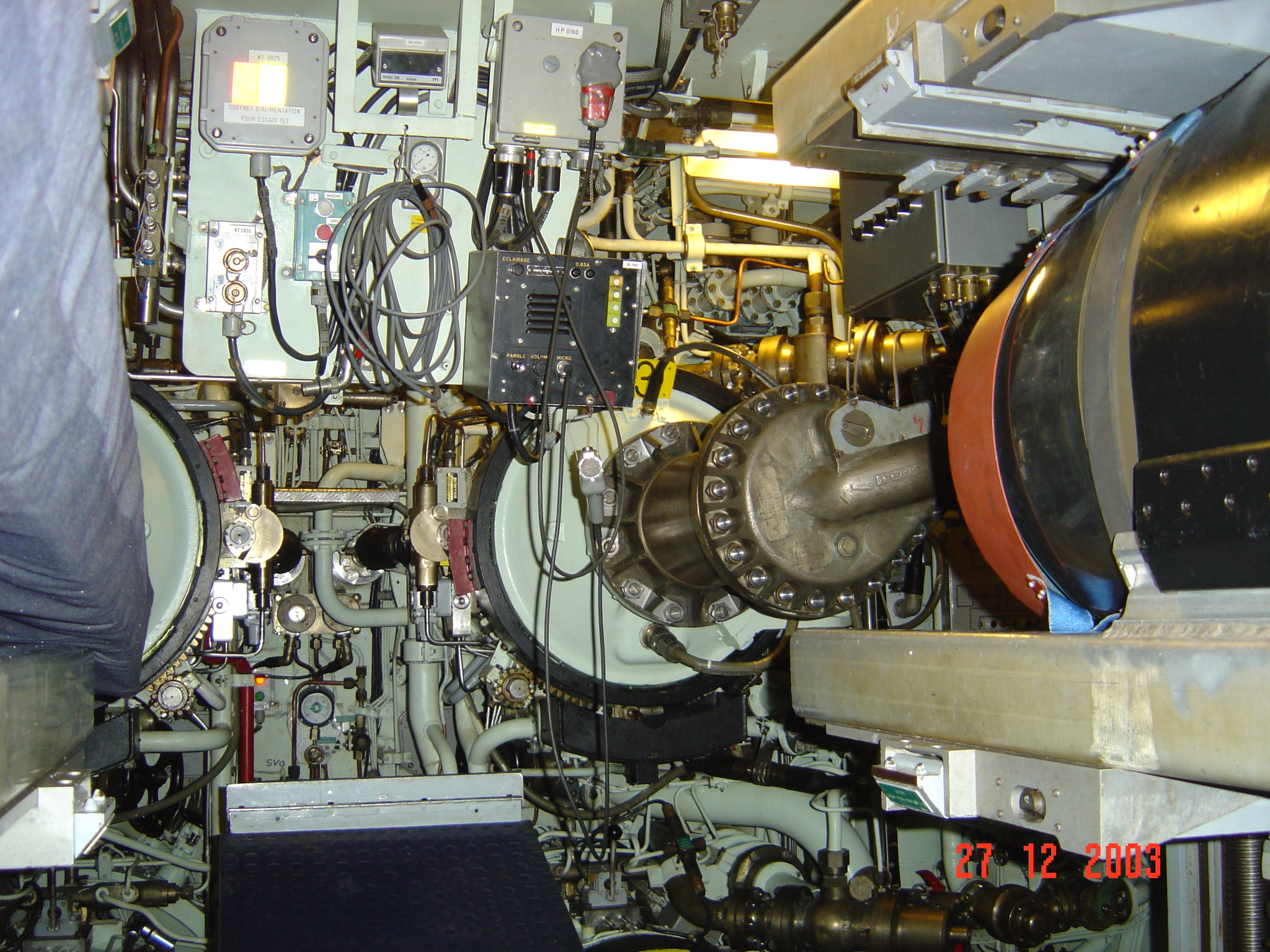
Торпедний відсік човна «Аметист»

## Енергетичне обладнання
Невеликі розміри човна зумовили створення реактора зменшеної потужності, що дозволило використовувати природну циркуляцію теплоносія першого контуру майже на всіх режимах роботи. Таким чином, була підвищена надійність енергетичної установки, а відсутність шуму насосів сприятливо позначилося на акустичній скритності човна. Один реактор моделі CAS 48MW забезпечує теплову потужність у 48 мегават. Два турбогенератори перетворюють теплову енергію в електричну. Для живлення загальночовнової мережі використовується змінний струм, а гребний електродвигун працює від постійного струму. Резервна система складається з допоміжного електродвигуна, який може живитися від акумуляторних батарей або допоміжного дизель-генератора. В рух човен приводиться одним багатолопатевим малошумним гребним гвинтом збільшеного діаметра.

## Базування
Усі шість побудованих човнів типу входять до складу ВМС Франції і базуються в Тулоні.

## Експлуатація
Підводні човни типу регулярно виходять в автономні походи в Атлантичний океан. Стандартна тривалість походу становить 45 діб, за необхідності автономність зростає до 60 діб. Після повернення на базу човни проходять тритижневий міжпохідний період обслуговування й ремонту і знову виходять у похід.

## Сучасний статус
4 з 6 човнів типу перебувають у складі ВМС Франції

## Представники
Спочатку планувалося будівництво восьми кораблів, проте у зв'язку з нестачею фінансів будівництво двох кораблів (Diamant S607 і Turquoise S608) було скасовано.
| Назва                     | Завод. № | Закладний       | Спущений на воду | Переданий флоту | Виведений з флоту                                                           |
| ------------------------- | -------- | --------------- | ---------------- | --------------- | --------------------------------------------------------------------------- |
| «Рубі»                    | S 601    | 11 грудня 1976  | 7 липня 1979     | 23 лютого 1983  | 2 грудня 2022 року виведений зі складу флоту                                |
| «Сафір»                   | S 602    | 1 вересня 1979  | 1 вересня 1981   | 6 липня 1984    | у липні 2019 року виведений зі складу флоту                                 |
| «Касаб'янка»              | S 603    | 19 вересня 1981 | 22 грудня 1984   | 13 травня 1987  | у складі ВМС Франції                                                        |
| «Емерод»                  | S 604    | 4 березня 1983  | 12 квітня 1986   | 15 вересня 1988 | у складі ВМС Франції                                                        |
| «Аметист»                 | S 605    | 31 жовтня 1984  | 14 травня 1988   | 20 березня 1992 | у складі ВМС Франції                                                        |
| «Перле»                   | S 606    | 27 березня 1987 | 22 вересня 1990  | 7 липня 1993    | у складі ВМС Франції, завершив ходові випробування після ремонту 10.07.2023 |
| Diamant (S 607) «Діамант» | S 607    | —               | —                | —               | будівництво скасовано                                                       |
| Turquoise (S 608)         | S 608    | —               | —                | —               | будівництво скасовано                                                       |